# كارل يغر
كارل يغر (بالألمانية: Karl Jäger)‏ هو رسام ألماني، ولد في 17 أكتوبر 1833 في نورنبرغ في ألمانيا، وتوفي بنفس المكان في 15 ديسمبر 1887.